# جيمي فين
جيمي فين (بالإنجليزية: Jimmy Finn)‏ هو لاعب قذف أيرلندي، ولد في 1931 في Borrisoleigh ‏ في جمهورية أيرلندا.